# Giorgio Armani
Giorgio Armani (Piacenza, 11 juli 1934) is een Italiaans modeontwerper.

## Levensloop
Oorspronkelijk studeerde Armani medicijnen, maar hij verruilde deze studie voor fotografie. Ook werkte hij als etaleur bij een groot warenhuis in Milaan.
Armani begon zijn loopbaan in de jaren zestig bij Nino Cerruti, in 1975 opende hij, samen met levenspartner Sergio Galeotti (die in 1985 overleed aan de gevolgen van aids), zijn eerste eigen bedrijf. De gestileerde adelaar werd zijn handelsmerk. In 1980 volgde er een vestiging in de Verenigde Staten. Hij is vooral bekend van zijn modemerken "Giorgio Armani" en "Emporio Armani". Zijn streven is om een tijdloze, elegante mode te ontwerpen. Giorgio Armani als merk is beroemd. In 2001 noemde het tijdschrift Forbes Giorgio Armani de succesvolste ontwerper van Italië en schatte het de waarde van zijn bedrijf op 1,8 miljard dollar.
Zijn imperium omvat onder andere:
- kleding
- cosmetica
- parfums
- juwelen
- horloges
- zonnebrillen
- (mode)accessoires

- Armani Fiori (designvazen, bloemsierkunst)
- Armani Dolci (chocolade, sinds 2002)
- Emporio Armani Café (10 wereldwijd)
- interieurbenodigdheden en design-meubels (Armani Casa)
- in 2008 werd het eerste 'Armani-Hotel' geopend in de Burj Khalifa, wereldwijd zullen er nog meer volgen.
- Mania (parfum)
- Emporio Armani
- Armani Jeans
- Giorgio Armani
- Armani Collezioni
- Armani Privé
- Armani Junior
- Black Armani
- Armani Exchange
- Armani Baby (sinds begin 2006)
- Reportage Armani
- EA7

## Vestigingen

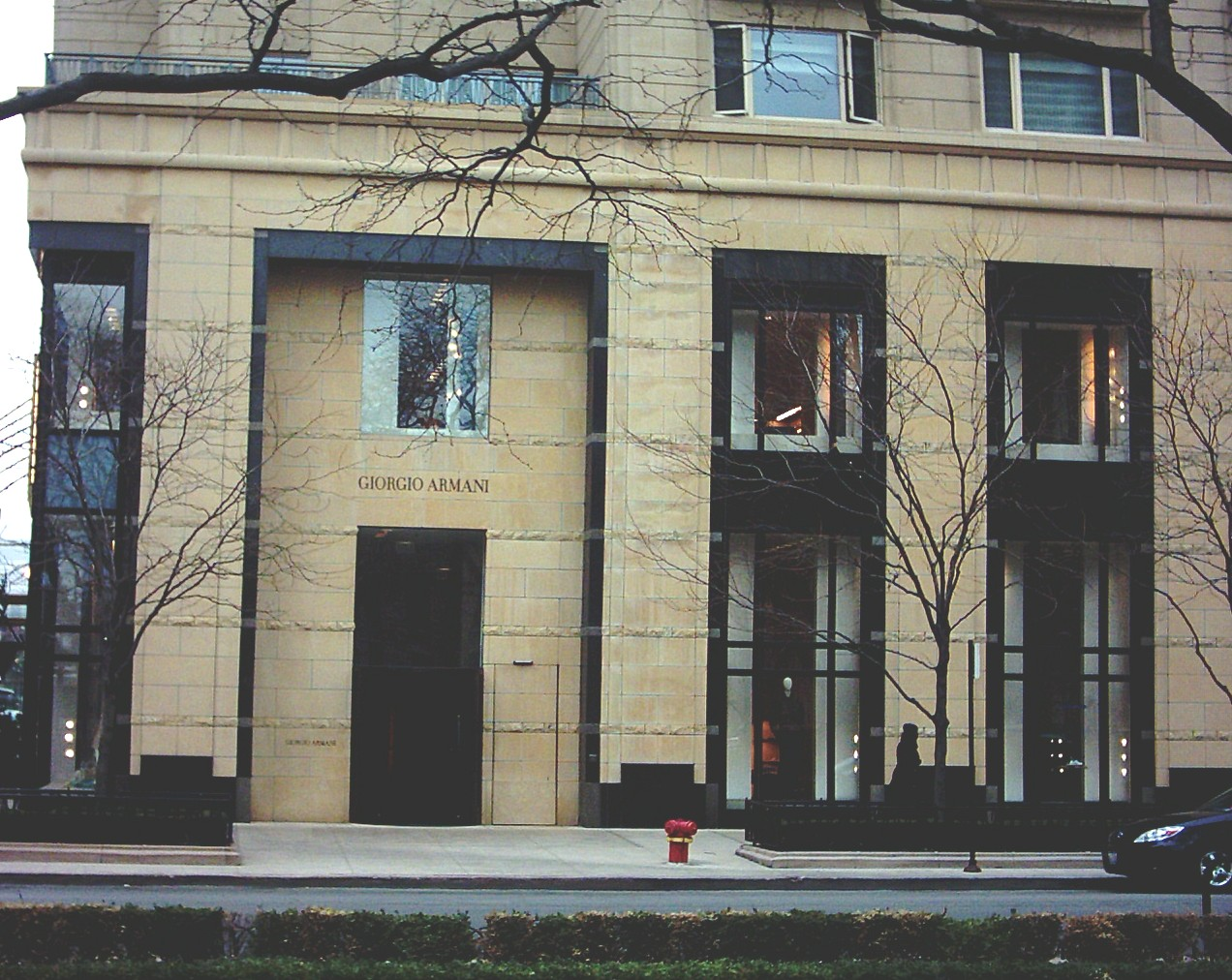
De boetiek van Armani in Chicago

Giorgio Armani heeft momenteel ruim 300 vestigingen in 25 landen en 61 steden in alle werelddelen behalve Afrika. Er komen wereldwijd nog steeds vestigingen bij.

## Trivia
- In 1985 heeft Giorgio Armani zijn huis in de bergen van Rimini, Italië verkocht. Dit is midden 1985 gekocht en omgebouwd tot een van de grootste discotheken van Europa: Baia Imperiale.
- In 1996 werd Armani samen met verschillende andere modeontwerpers veroordeeld wegens corruptie. Hij herstelde van die tegenslag en werd in 2002 benoemd tot Goodwill Ambassador voor het vluchtelingenprogramma van de Verenigde Naties.
- Tijdens de Olympische Winterspelen van 2006 in Italië ontwierp hij de kleding van de deelnemers die de Italiaanse vlag binnendroegen.
- Ter gelegenheid van het WK 2006 heeft Armani voor het Italiaanse voetbalteam klassieke pakken gemaakt maar ook vrijetijdskleding, compleet met sokken, horloges, zonnebrillen en manchetknopen.
- Voor de Italiaanse luchtvaartmaatschappij Alitalia ontwierp hij uniformen voor het personeel.
- Op verzoek van Mercedes-Benz werkte hij in 2005 mee aan het in- en exterieur voor een speciale versie van de CLK500 cabriolet.
- Armani ontwierp designapparatuur voor Sony.
- Armani werd in september 2003 in Beverly Hills gelauwerd met de eerste Walk of Style Award voor zijn bijdragen aan de mode en entertainmentwereld. De ontwerper kreeg een stoeptegel met zijn naam op de nieuwe boulevard Rodeo Drive Walk of Style.
- Armani ontwierp ook de outfit van Phil Collins voor zijn First Final Farewell Tour.
- Het is vrij bijzonder dat Armani na het bereiken van de pensioengerechtigde leeftijd zo actief blijft, ook in de modewereld.
- Het vermogen van Giorgio Armani is door Forbes geschat op 6,6 miljard dollar in 2016, waarmee hij bij de 200 rijksten der aarde behoort.[1]